# 北野勝則
北野 勝則（きたの かつのり、1967年10月10日 - ）は、三重県出身の元プロ野球選手（投手）。

## 来歴・人物
小学6年の時に野球を始める。三重・海星高3年時の1985年に、エースとして第67回全国高等学校野球選手権大会に出場。3回戦で東海大甲府高に敗れたものの、オーバースローによる本格派のサウスポーとして、NPB球団のスカウトから注目された。
1985年のプロ野球ドラフト会議で、横浜大洋ホエールズからの4位指名を受けて入団。背番号は48で、身長が187cmだったことから、「ジャンボ」というニックネームが付けられた。
プロ2年目の1987年には、MLBテキサス・レンジャーズ傘下（当時）のルーキー級ビュート・カッパーキングスに野球留学。一軍公式戦では、1988年に中継ぎで5試合に登板したものの、あまり活躍の機会はなかった。
1990年に、片岡光宏との交換トレードで、地元球団の中日ドラゴンズに移籍。投球フォームをサイドスローに変えてからは、左打者に対するワンポイントリリーフ要員として重用された。1993年には、ウエスタン・リーグで最高勝率のタイトルを獲得。1994年5月20日の阪神タイガース戦でプロ9年目にして初勝利を挙げた。試合後にお立ち台に呼ばれた北野は、「プロ9年目、早かったと思います。」とおどけてみせたが、嬉しそうに話す姿が印象的であった。同年は一軍公式戦でチーム最多の44試合に登板すると、3年間にわたって中継ぎ投手として一軍で活躍した。なお、移籍後は一貫して背番号61を着用。1994年のシーズン終了後に、当時神山一義が着用していた背番号44への変更を打診されたが、「（仲の良かった）神山の背番号を取るのは気が引ける」という理由で固辞している。一軍公式戦への登板機会がなかった1998年限りでに現役を引退。
引退後は、翌1999年から中日球団に勤務。二軍マネジャー、営業企画部MD（球団グッズの販売担当）、同部の課長補佐を歴任している。2024年にはウエスタン・リーグ功労賞が贈られた。

## エピソード
- 元々は右利きだったが、訓練で左投げになる。

## 詳細情報

### 年度別投手成績
| 年 度     | 球 団     | 登 板 | 先 発 | 完 投 | 完 封 | 無 四 球 | 勝 利 | 敗 戦 | セ 丨 ブ | ホ 丨 ル ド | 勝 率 | 打 者 | 投 球 回 | 被 安 打 | 被 本 塁 打 | 与 四 球 | 敬 遠 | 与 死 球 | 奪 三 振 | 暴 投 | ボ 丨 ク | 失 点 | 自 責 点 | 防 御 率 | W H I P |
| --------- | --------- | ----- | ----- | ----- | ----- | -------- | ----- | ----- | -------- | ----------- | ----- | ----- | -------- | -------- | ----------- | -------- | ----- | -------- | -------- | ----- | -------- | ----- | -------- | -------- | ------- |
| 1988      | 大洋      | 5     | 0     | 0     | 0     | 0        | 0     | 0     | 0        | --          | ----  | 35    | 9.0      | 7        | 2           | 3        | 0     | 0        | 7        | 0     | 0        | 4     | 4        | 4.00     | 1.11    |
| 1989      | 大洋      | 1     | 0     | 0     | 0     | 0        | 0     | 0     | 0        | --          | ----  | 14    | 2.0      | 5        | 0           | 2        | 0     | 0        | 2        | 0     | 0        | 5     | 5        | 22.50    | 3.50    |
| 1990      | 中日      | 6     | 0     | 0     | 0     | 0        | 0     | 0     | 0        | --          | ----  | 32    | 6.2      | 2        | 1           | 11       | 0     | 1        | 3        | 1     | 0        | 4     | 4        | 5.40     | 1.95    |
| 1992      | 中日      | 3     | 0     | 0     | 0     | 0        | 0     | 0     | 0        | --          | ----  | 21    | 4.1      | 5        | 0           | 2        | 0     | 2        | 2        | 0     | 0        | 2     | 2        | 4.15     | 1.62    |
| 1993      | 中日      | 5     | 0     | 0     | 0     | 0        | 0     | 0     | 0        | --          | ----  | 12    | 3.0      | 2        | 0           | 1        | 0     | 0        | 1        | 0     | 0        | 0     | 0        | 0.00     | 1.00    |
| 1994      | 中日      | 44    | 0     | 0     | 0     | 0        | 2     | 2     | 2        | --          | .500  | 189   | 47.1     | 33       | 1           | 18       | 2     | 3        | 25       | 1     | 0        | 13    | 12       | 2.28     | 1.08    |
| 1995      | 中日      | 26    | 0     | 0     | 0     | 0        | 1     | 0     | 0        | --          | 1.000 | 98    | 22.0     | 21       | 4           | 13       | 3     | 1        | 10       | 0     | 0        | 16    | 14       | 5.73     | 1.55    |
| 1996      | 中日      | 54    | 0     | 0     | 0     | 0        | 1     | 0     | 0        | --          | 1.000 | 143   | 34.1     | 29       | 2           | 16       | 2     | 0        | 19       | 1     | 0        | 13    | 9        | 2.36     | 1.31    |
| 1997      | 中日      | 34    | 0     | 0     | 0     | 0        | 0     | 1     | 0        | --          | .000  | 93    | 20.2     | 25       | 5           | 9        | 1     | 1        | 7        | 0     | 0        | 11    | 10       | 4.35     | 1.65    |
| 通算：9年 | 通算：9年 | 178   | 0     | 0     | 0     | 0        | 4     | 3     | 2        | --          | .571  | 637   | 149.1    | 129      | 15          | 75       | 8     | 8        | 76       | 3     | 0        | 68    | 60       | 3.62     | 1.37    |

### 記録
- 初登板：1988年9月11日、対ヤクルトスワローズ21回戦（横浜スタジアム）、6回表から3番手で救援登板、3回1失点
- 初勝利：1994年5月20日、対阪神タイガース5回戦（ナゴヤ球場）、8回表から4番手で救援登板・完了、2回無失点
- 初セーブ：1994年5月28日、対横浜ベイスターズ7回戦（ナゴヤ球場）、7回表から2番手で救援登板・完了、3回無失点

### 背番号
- 48 （1986年 - 1989年）
- 61 （1990年 - 1998年）